# Вольмірштедт
Вольмірштедт (нім. Wolmirstedt) — місто в Німеччині, розташоване в землі Саксонія-Ангальт. Входить до складу району Берде.
Площа — 54,28 км2. Населення становить 11 371 ос. (станом на 31 грудня 2021).